# Sanford (Nowy Jork)
Sanford – miasto w Stanach Zjednoczonych, w stanie Nowy Jork, w hrabstwie Broome.